# Anambodera gemina
Anambodera gemina är en skalbaggsart som först beskrevs av Horn 1878.  Anambodera gemina ingår i släktet Anambodera och familjen praktbaggar. Inga underarter finns listade i Catalogue of Life.